# Valdr Galga
Valdr Galga är det svenska viking metal/folk metal-bandet Thyrfings andra studioalbum. Albumet utgavs mars 1999 av skivbolaget Hammerheart Records.

## Låtlista
1. "Prelude: Heading for The Golden Hall / Storms of Asgard" – 7:25
2. "From Wilderness Came Death" – 4:56
3. "Askans rike" – 4:29
4. "Valdr Galga" – 4:39
5. "The Deceitful" – 4:40
6. "Arising" – 5:12
7. "Firever" – 3:00
8. "A Moment in Valhalla" – 4:55
9. "Mimer's Well" – 4:40
10. "A Great Man's Return" – 5:10

- Text: Jocke Kristensson, Patrik Lindgren, Kimmy Sjölund, Thomas Väänänen
- Musik: Kimmy Sjölund, Patrik Lindgren, Peter Löf, Vintras (spår 1)

## Medverkande
Musiker (Thyrfing-medlemmar)
- Thomas Väänänen – sång
- Patrik Lindgren – gitarr, bakgrundssång
- Kimmy Sjölund – basgitarr
- Jocke Kristensson – trummor, bakgrundssång
- Peter Löf – synthesizer

Bidragande musiker
- Toni Kocmut – sång, bakgrundssång
- Jonas Nilsson – bakgrundssång

Andra medverkande
- Peter Tägtgren –  inspelning, mixning
- Tommy Tägtgren – inspelning
- Kris Verwimp – omslagsdesign
- Peter Löf – logo